# Abadía de Scheyern
La Abadía de Scheyern o el Priorato de Scheyern (en alemán: Kloster Scheyern) es un edificio religioso de la Orden benedictina en Scheyern en Baviera, Alemania.
El monasterio dn Scheyern se fundó en 1119 como el sitio final de la comunidad fundada originalmente en 1077 en torno a Bayrischzell por la condesa Haziga de Aragón, esposa de Otto II, conde de Scheyern, los antepasados de los Wittelsbach. Los primeros monjes llegaron de la Abadía de Hirsau.
El 15 de noviembre de 1802, el monasterio pasó a los gobernantes territoriales, y el 21 de marzo de 1803 fue disuelto temporalmente como parte de la secularización de Baviera. Los edificios fueron vendidos y cambiaron de manos varias veces en un corto período de tiempo.
En 1838, sin embargo, bajo el rey Luis I de Baviera se restableció el monasterio y volvieron los monjes de la abadía de Metten; en 1843 recuperó el rango de una abadía. Entre 1876 y 1878, la iglesia, que sirve tanto para la comunidad como de parroquia, fue restaurada en estilo románico.
Scheyern posee un Instituto bizantino, que se especializa en las obras de San Juan de Damasco. También goza de vínculos históricos con Hungría.
Scheyern es un miembro de la Congregación bávara de la Confederación Benedictina.